# Jesper Wallstedt
Jesper Wallstedt (Västerås, Suecia, 14 de noviembre de 2002) es un jugador profesional sueco de hockey sobre hielo que se desempeña en la posición de guardameta en Minnesota Wild, equipo de la National Hockey League (NHL).

## Carrera
Fue seleccionado en la primera ronda en la NHL Entry Draft de 2021. En 2023 hizo su debut profesional con el equipo Minnesota Wild, donde lleva jugando una temporada.